# Chin Han
Ng Chin Han, művésznevén Chin Han (1969. november 27.–) szingapúri színpadi, film- és televíziós színész.

## Pályafutása
Han széles körű elismerést szerzett Masters of the Sea televíziós sorozattal, ami a szingapúri televízió első angol nyelvű drámája volt.
Han a Három tű filmdrámával tört be a hollywoodi filmiparba, majd olyan nagy játékfilmekben szerepelt, mint A sötét lovag, a 2012 és a Fertőzés, mint mint Sun Feng epidemiológus. Számos amerikai televíziós sorozatban is visszatérő szerepet játszott, ilyen a A zöld íjász, a Marco Polo és a Last Resort – A belső ellenség.

## Filmográfia

### Film
| Év   | Cím                               | Eredeti cím                         | Szerep           | Magyar hang      | Rendező                 |
| ---- | --------------------------------- | ----------------------------------- | ---------------- | ---------------- | ----------------------- |
| 1998 |                                   | Blindness                           | Daniel Hong      |                  | Anna Chi                |
| 2005 | Három tű                          | 3 Needles                           | Xuan katona      |                  | Thom Fitzgerald         |
| 2008 | A sötét lovag                     | The Dark Knight                     | Lau              | Zámbori Soma     | Christopher Nolan       |
| 2009 | 2012                              | 2012                                | Tenzin           | Seszták Szabolcs | Roland Emmerich         |
| 2011 | A nyugtalanság kora               | Restless                            | Dr. Lee          |                  | Gus Van Sant            |
| 2011 | Fertőzés                          | Contagion                           | Sun Feng         | Takátsy Péter    | Steven Soderbergh       |
| 2011 |                                   | Final Recipe                        | David Chan       |                  | Gina Kim                |
| 2014 | Amerika Kapitány: A tél katonája  | Captain America: The Winter Soldier | Yen tanácsos     | Szatmári Attila  | Anthony és Joe Russo    |
| 2016 | A függetlenség napja – Feltámadás | Independence Day: Resurgence        | Jiang parancsnok | Csankó Zoltán    | Roland Emmerich         |
| 2017 | Páncélba zárt szellem             | Ghost in the Shell                  | Togusa           | Zámbori Soma     | Rupert Sanders          |
| 2017 |                                   | A Different Sun                     | Zu Qing          |                  | Reed Tang               |
| 2018 | Felhőkarcoló                      | Skyscraper                          | Zhao Long Ji     | Lux Ádám         | Rawson Marshall Thurber |
| 2021 | Mortal Kombat                     | Mortal Kombat                       | Shang Tsung      | Gémes Antos      | Simon McQuoid           |
| 2025 | Mortal Kombat II.                 | Mortal Kombat II                    | Shang Tsung      |                  | Simon McQuoid (2.)      |

### Televízió
| Év   | Cím                            | Szerep                 | Megjegyzés                 |
| ---- | ------------------------------ | ---------------------- | -------------------------- |
| 1994 | Masters of the Sea             | Edward Cheng           | [ 6 ]                      |
| 2000 | AlterAsians                    | Alex                   | Mini-sorozat               |
| 2012 | A rejtély                      | Neil Chung             | Epizód 11: "Making Angels" |
| 2012 | Last Resort – A belső ellenség | Zheng Min              |                            |
| 2013 | A zöld íjász                   | Frank Chen             | 4 epizód                   |
| 2013 | Feketelista                    | Wujing                 | Epizód 3: "Wujing"         |
| 2013 | Serangoon Road                 | Kay Song               |                            |
| 2014 | Marco Polo                     | Jia Sidao              |                            |
| 2015 | The Spoils Before Dying        | Salizar Vasquez Deleon |                            |
| 2017 | Halálos fegyver                | Henry Cho nyomozó      |                            |

## Fordítás
- Ez a szócikk részben vagy egészben  a   Ng Chin Han című angol Wikipédia-szócikk fordításán alapul.  Az eredeti cikk szerkesztőit annak laptörténete sorolja fel. Ez a jelzés csupán a megfogalmazás eredetét és a szerzői jogokat jelzi, nem szolgál a cikkben szereplő információk forrásmegjelöléseként.